# Supercentenário
Supercentenário é a designação atribuída a uma pessoa que atinge a faixa de idade a partir de 110 anos de idade. O número de mulheres supercentenárias é significativamente maior do que o de homens supercentenários.
O reconhecimento  pelo Guinness World Records de pessoa supercentenária é o reconhecimento mais aceito mundialmente, no entanto existem indivíduos mais velhos e até reconhecidos pelas autoridades, como por exemplo o brasileiro José Coelho de Souza reconhecido pela Agência da Previdência Social (APS) da República Federativa do Brasil como tendo 131 anos, mas o seu caso não foi submetido ao livro do Guinness, portanto não consta como recorde.
O livro do Guinness identifica a pessoa como tendo vivido mais tempo a francesa Jeanne Calment, que faleceu aos 122 anos e 164 dias de idade. Este não é um reconhecimento definitivo pois existem vários relatos documentados (certidões de nascimento e falecimento) que registam pessoas mais velhas, mas que as entradas ainda não foram submetidas ou ainda não foram certificadas pelo Guinness World Records.
Em Portugal continental, a pessoa mais velha reconhecida pelo livro do Guinness foi Maria de Jesus, que viveu 115 anos e 114 dias, tendo sido a decana da humanidade desde 26 de Novembro de 2008 até 2 de Janeiro de 2009.
No Brasil a revista reconheceu Maria Gomes Valentim, que viveu 114 anos e 347 dias, foi a decana da humanidade desde 4 de Novembro de 2010 até 21 de Junho de 2011. E em Cabo Verde foi Adelina Domingues, que faleceu aos 114 anos e 183 dias nos Estados Unidos, foi a decana da humanidade desde 28 de maio de 2002 até 21 de agosto de 2002.

## Incidência
O Gerontology Research Group mantém uma lista das 30 ou 40 pessoas mais velhas vivas com idade verificada. Os pesquisadores estimam, com base em uma taxa entre 0,15% e 0,25% de sobrevivência de centenários até os 110 anos de idade, que deveriam existir de 300 a 450 supercentenários no mundo. Um estudo de 2010 conduzido pelo Instituto Max Planck para Pesquisa Demográfica registrou 663 supercentenários confirmados, vivos e mortos, e mostrou que os países com o maior número - não frequência - de supercentenários eram os Estados Unidos, o Japão, a Inglaterra junto com o País de Gales, a França, e a Itália.
O primeiro supercentenário verificado na história da humanidade foi o neerlandês (holandês) Geert Adriaans Boomgaard (1788-1899).

## Pesquisa em Gerontologia
Grupo de Pesquisa em Gerontologia conduziu pesquisas em supercentenários e no envelhecimento. Em 2020, os cientistas reprogramaram pela primeira vez células de uma mulher de 114 anos de idade para células-tronco pluripotentes induzidas (iPSCs).

## Etimologia
O termo significa alguém acima de 110 anos, em comparação com centenário que significa genericamente quem já completou 100 anos.
O termo supercentenário e o termo ultracentenário começou a ter uso deste o Séc. XIX quando a admiração de recordes começou a tomar mais atenção do público. Os termos foram popularizados em 1991 por William Strauss e Neil Howe no seu livro Generations, no entanto o termo ultracentenário tinha sido primeiramente usado por Norris McWhirter, editor do livro The Guinness Book of Records, aquando da correspondência com o pesquisador de longevidade A. Ross Eckler Jr.
Entretanto apareceu o termo semi-supercentenário para indivíduos com idades entre 105 e 109 anos.

## Historia
Alegações de longevidade extrema tem persistido ao longo da história, pelo menos mais de 1500 existiram, no entanto a maioria não teve documentação suficiente para validar afirmação feita. Isto está gradualmente mudando devido à standardização dos registros de nascimento e maior acesso aos registros existentes.
O primeiro supercentenário a ser reconhecido pelo Guinness World Records foi o holandês Thomas Peters (1745–1857). No entanto historiadores como o francês Jean-Marie Robine, consideram que Geert Adriaans Boomgaard (que alcançou 110 anos em 1898), ser somente o primeiro holandês com documentação verificável. Isto mostra que a determinação do recorde de supercentenário é muito variável visto o Guinness não ser a única entidade promover esta identificação.
Outro caso é o do inglês William Hiseland que alcançou 112 anos (1620–1733) mas que a sua documentação não atende aos padrões do Guinness. Esta disputa acontece mesmo com registros precisos como os da Igreja Norueguesa (Johannes Torpe (1549–1664) e Knud Erlandson Etun (1659–1770) ou por exemplo o caso de João Coelho de Souza que foi reconhecido recentemente pela República Federativa do Brasil como tendo oficialmente 131 anos (com perícias forenses e judiciais que confirmaram).

## Mortalidade
Pesquisas no campo da mortalidade e longevidade descobriram que os supercentenários permaneceram livres de doenças crónicas até ao fim da vida, morrendo por deficiências químicas que levaram ao fim da Homeostase biológica. Cerca de 10% dos supercentenários sobrevive até aos últimos 3 meses de vida sem doenças relacionadas com a idade, um valor alto comparado com os 4% dos semi-supercentenários e 3% dos centenários.
Medindo as características biológicas das células dos supercentenários, os pesquisadores foram capazes de identificar as partes mais protegidas do decaimento celular originado pela idade. De acordo com o estudo, feito em 30 partes do corpo de uma supercentenárias de 112 anos, o cerebelo é protegido de envelhecer tanto. Isto foi verificado através de um marcador epigenético chamado relógio epigenético — a medição mostrava uma idade 15 anos menor do que o esperado. Esta descoberta pode explicar porque o cerebelo exibe menores marcas de demência derivada da idade, comparado com outras regiões do cérebro.

## Recordes registados
Na tabela seguinte indica-se o número de pessoas supercentenárias reconhecidas pelo Guinness World Records e Gerontology Research Group que atingiram cada idade comprovadamente acima dos 110 anos de vida:
| Idade | Número                                                      |
| 122   | 1 (Jeanne Calment)                                          |
| 121   | 1 (Jeanne Calment)                                          |
| 120   | 1 (Jeanne Calment)                                          |
| 119   | 3 (J. Calment e Sarah Knauss, e Kane Tanaka)                |
| 118   | 4 (J. Calment e Sarah Knauss, Kane Tanaka, e Lucile Randon) |
| 117   | Mais de 8 pessoas                                           |
| 116   | Mais de 20 pessoas                                          |
| 115   | Mais de 40 pessoas                                          |
| 114   | Mais de 110 pessoas                                         |
| 113   | Mais de ...                                                 |
| 112   | Mais de ...                                                 |
| 111   | Mais de ...                                                 |
| 110   | Mais de 600 pessoas                                         |

## Listas de supercentenários
Existem outros registros mais abrangentes que incluem os registros do Guinness e também registros reconhecidos por autoridades como por exemplo pela República Federativa do Brasil ou pela República Portuguesa que figuram como supercentenários (alguns até com mais idade) como se pode ver nas listas abaixo:
- Lista de supercentenários portugueses
- Lista de supercentenários brasileiros
- Lista de supercentenários africanos